# Яготин
Яготи́н — місто у Бориспільському районі Київської області України, на Придніпровській низовині, розташоване над річкою Супоєм, 20 051 мешканців (2016). Адміністративний центр — Яготинської міської громади.

## Історія

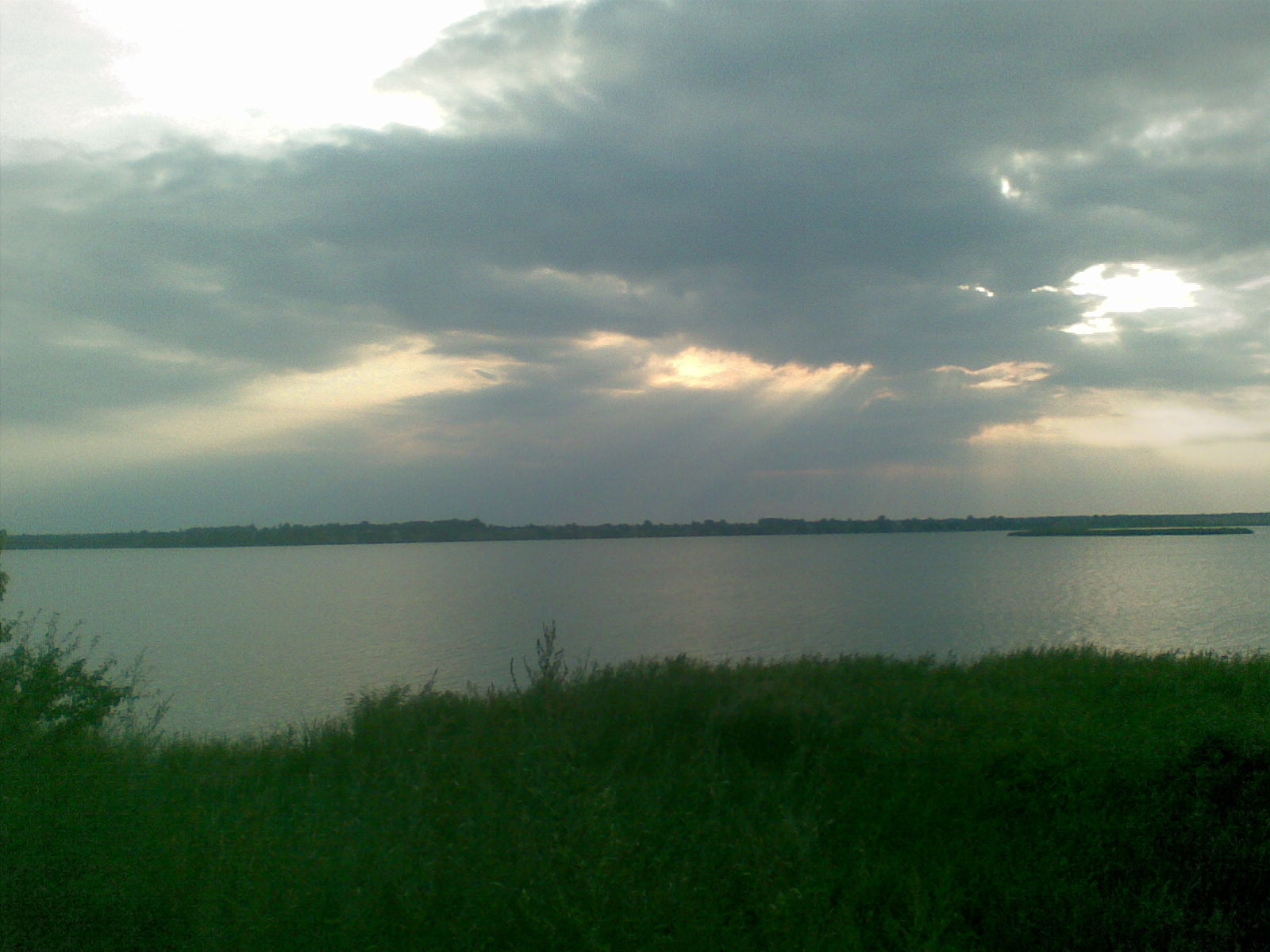
Водосховище Супій в Яготині

### Походження міста

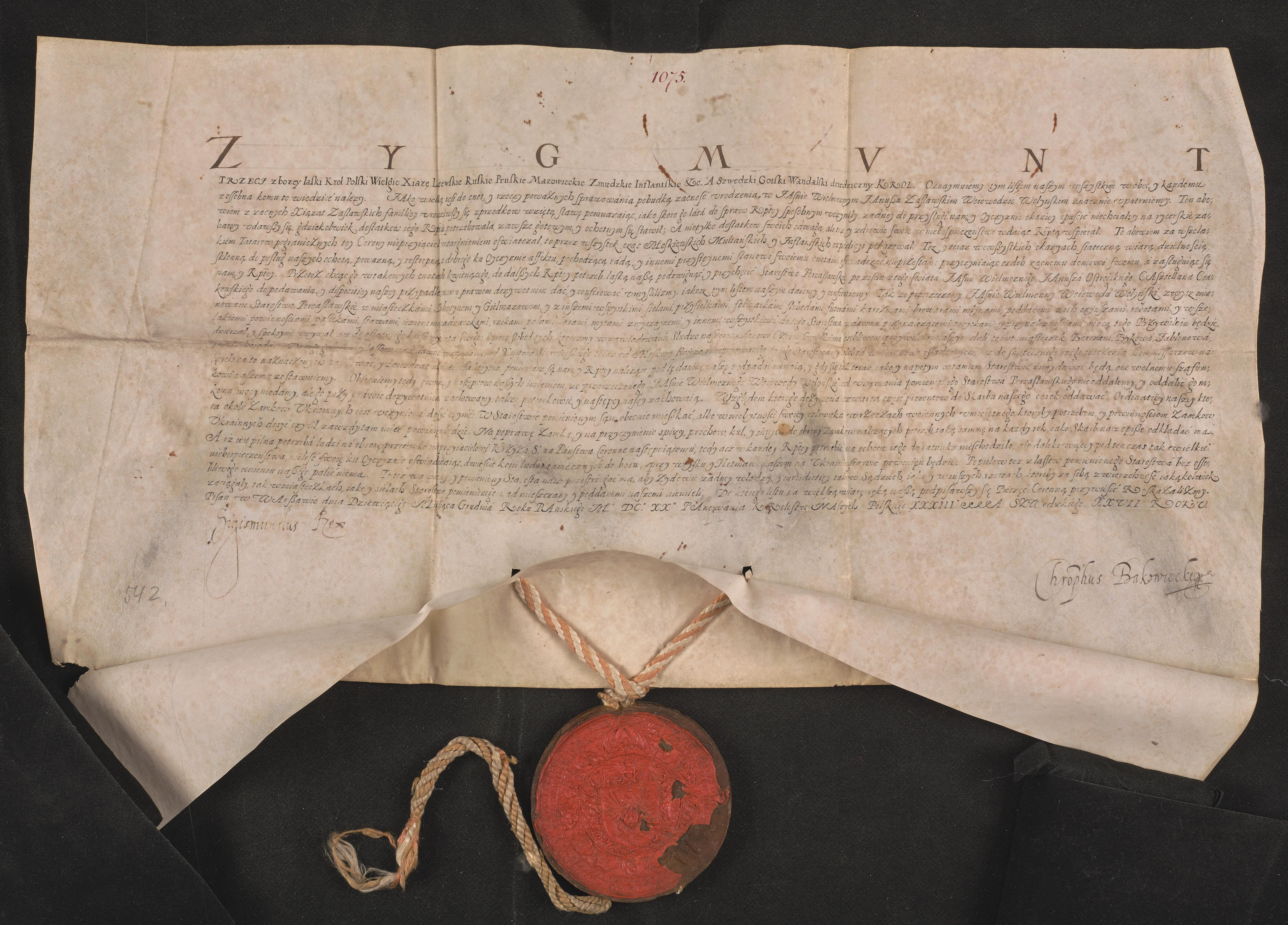
Грамота короля Сигізмунда III Вази про надання Янушу Заславському в довічне володіння Переяславського староства, 9 грудня 1620 р.

Є гіпотеза, що Яготин як укріплення від нападу степовиків у X столітті заснований легендарним вождем сіверян Русом, якого згадано візантійським письменником Симеоном Метафрастом. 
«Велика хроніка про Польщу, Русь та їх сусідів» дає гіпотезу назви Яготина. Так, Рус збудував городок Русотин на Трубежі і одночасно Яготин на Супої та Пирятин на річці Удай. Сіверяни додавали до назви оборонних міст слово ТИН, адже на той час укріплення обносились високим гостроколом і тодішні оборонні городки-укріплення Пирятин і Яготин у назві розкривають своє призначення: ПИРЯ (гостріє) і ЯГО (височінь), а ТИН — огорожа, укріплення: гострий тин — Пирятин і відповідно високий тин — Яготин..
Території теперішнього Яготина із часів Київської Русі знаходилися в підпорядкуванні Переяславського князівства.
Поселення над Супоєм згадується у «Повчанні дітям» Володимира Мономаха.
З 1239 року Переяславське князівство, як і вся Русь, знаходилася під правлінням Золотої Орди. Можливо,[який?] назва міста нагадує ще й про хана Яголдая (Яголтин — Яготин)?
Після падіння на початку XIV століття Ногайського улуса, в Переяславі почали правити потомки путивльських князів, землі увійшли до Київського князівства.
Близько 1320 року у битві при річці Ірпінь загинув переяславський князь Олег. Переяславське князівство підпало у залежність від Великого Князівства Литовського та згодом увійшло до його складу.
З посиленням Королівства Польського, території Яготинщини увійшли до складу Київського воєводства Королівства Польщі, де перебувало до Першого розділення Польщі між Росією та тогочасними країнами Європи.
Не збереглася достовірна точна дата початку будівництва в м. Яготин польської фортеці. На думку деяких місцевих істориків будівництво відбулось у 1620-х рр., оскільки є письмова згадка про заснування містечка у 1616 р. На картах Гійома де Боплана 1648 та 1650 рр. Яготин позначений, як Jahotyn — місто фортифіковане, з двох частин — фортеці та замку.
Сусіднє містечко Лісняки засноване приблизно на 100 років раніше від Яготина, ймовірно, переселенцями з чернігівських лісів, на що натякає назва. 
9 грудня 1620 року король Речі Посполитої Сигізмунд III Ваза дав Янушу Заславському, волинському воєводі, після смерті Януша Острозького, каштеляна краківського, в довічне володіння Переяславське староство з містами Яготин і Гельмязів і всіма приналежностями, за винятком маєтків, які він надав Яну Чернишевському, тобто міст Березань, Биків, Яблунів і Миргород.
В першій половині XVII ст. Яготин мав статус королівського міста в складі переяславського староства київського воєводства.
Яготин  у 1648–1781 — сотенне містечко Переяславського полку. 
Підписання російськими посланцями від імені російського царя та гетьманом Богданом Хмельницьким та Радою козацьких старшин Війська Запорізького в 1654 року в Переяславі, відоме як «Переяславська Рада», було з радістю та піднесенням підтримано більшістю населення територій, які було контрольовано козацтвом та козацькими заможними старшинами. Про це свідчить найавторитетніший історичний літописний документ про події того часу у Східній Європі «Літопис Самовидця», який було написано давньоукраїнською мовою свідком всіх тих подій, одним з козацьких старшин
Від 1654 року Яготинщина в складі Лівобережної України приєднана до Росії. З 1709 р., увійшла до  Київської губернії. В 60-х роках XVIII ст. останній гетьман України Кирило Розумовський, придбав тут землі, облаштував розкішний маєток. Яготин позначено на мапі 1787 року.
Лісняки, так само як  Яготин, були козацьким містечком Переяславського полку, а з 1802 р. Пирятинського повіту. Під час франко-російської війни був місцем формування 6-го козацького полку. Колишнє селище Лісняки — це південна частина (за площею більша) сучасного Яготина, що простяглася від невеличкого (досі зберігся) яру що виходить на вул Шевченка між автобусними зупинками «Нова» і «Маслозавод» та пролягає до Супою через рєпнінський парк і аж до сучасного Лісняківського базару. 
З 1861 Яготин — волосне поселення (від терміну Волость — у Російській імперії та Радянській Росії — найнижча адміністративно-територіальна одиниця, підрозділ повіту, а з 1861 року — одиниця станового селянського самоврядування.
Залізнична станція та цукровий завод, що були побудовані в 1899—1902 роках, отримали назву волосного містечка, яким на ту пору був Яготин. 
Після адміністративно-територіальної реформи 1922—1923 років Яготин — містечко Пирятинського повіту Полтавської губернії, з 1925 — районний центр.
В 1925—1957 роках Лісняки мали свою окрему селищну раду, яка розташовувалася в будинку Стара аптека на розі сучасних вулиць Шевченка і Дарницької В 1957-му внаслідок об'єднання цих селищ і було утворено місто.

### XIX століття
Особистий лікар графа Кирила Розумовського німець Отто Фон Гун (Otto von Huhn, 1764—1832), залишив опис містечка Яготин у виданій в 1806 році книзі «Поверхностные замечания по дороге от Москвы в Малороссию».
В главах присвячених Яготину Отто Фон Гун описував церкву, побудовану за наказом Розумовського у 1800 році, подробиці господарської частини маєтку Розумовського, побудовану німцем Штромом панчішної фабрики на якій працювали вивезені ще за часів імператриці Катерини ІІ з Німецьких земель робітники з родинами, величезний винний льох, теплиці, шовковичні, лляні та виноградні плантації, дубові, липові та грабові алеї та гаї, висаджені за наказом Розумовського через недостатню кількість лісу та дерев у цій місцевості.
Разом з тим німецький лікар дає опис злиденного становища закріпаченого населення яке через неврожаї, викликані непередбачуваними заморозками, посухою або зливами регулярно потерпало від голоду, було тотально неграмотним, та страждало від повної відсутності елементарного медичного обслуговування.
Саме Отто Фон Гун надав рекомендації Розумовському по навчанню жінок-повитух задля зменшення смертності дітей у кріпаків та селян, вперше розпочав практику імунізації проти віспи серед кріпаків та худоби, надав повний опис для спорудження та обладнання лікарні в Яготині та виписав декілька лікарів з Німеччини. Втім, невідомо, Чи прислухалися Кирило Розумовський та його син Олексій Розумовський до рекомендацій німецького лікаря, виходячи з інформації єдиного видання його книги 1806 року надрукованою московською типографією Платона Бекетова.
В Яготин приїздив Т. Г. Шевченко (липень 1843), з жовтня 1843 по січень 1844 року (з перервами) він жив у маєтку М. Г. Рєпніна-Волконського.
За даними сайту меморіалу Яд ва-Шем (Яд ва-Шем, Меморіал Катастрофи та Героїзму, держава Ізраіль), по містечку Яготин проходила смуга осілості для євреїв, яка була зумовлена наказом царського уряду в 1791 році.
Наприкінці XIX століття у 1897 році єврейська громада Яготина налічувала 943 особи (21% загального населення містечка), працювала синагога ( http://yahotyn.info/photo/davni_foto/5-5-0-0-2)
Свято-Троїцька церква у Яготині була побудована та освячена 1800 року — з ініціативи Олексія Розумовського, за проектом архітектора Миколи Львова до церкви були приписані хутори: Дзюбівка, Керильський, Кулябівка, Родаківщина, Ройківщина, Рудка, Судівщина, Тужилів (станом на 1902 р.). За радянської влади 1936 року повністю зруйнований. 2015 року недобудований відновлюваний Троїцький собор передано у власність громади Київського Патріархату. Тоді ж розпочато призупинені будівельні роботи, фінансову допомогу надає Святійший Патріарх Київський і всієї Руси-України Філарет.

### Період Перших визвольних змагань
Більшовицьку владу вперше встановлено в середині лютого 1918 року. 10 березня 1918 року під Яготином стався бій 3-го Запорозького пішого полку ім. Богдана Хмельницького (командир — Олександр Шаповал) Армії УНР та 350-го ландверського піхотного полку німецької армії проти панцерного потягу Чехословацького корпусу, який діяв на боці окупаційних комуно-московських військ. Спільні дії українських і німецьких військ змусили потяг відступити в бік Кононовки. Бій відбувся під час українсько-московської війни 1917—1918 рр., а саме під час походу Окремої Запорозької бригади Армії УНР на Харків. 5 лютого 1919 р. 9-й Український радянський полк вдруге окупував місто. У травні почалися не менш важкі місяці денікінської окупації, а 7 грудня 1919 року бійці 2-ї Таращанської бригади втретє встановили радянський окупаційний режим, що тривав до 1941 р.
За даними сайту меморіалу Яд ва-Шем (Ізраіль), в 1919 році в Яготині під час погрому загинуло двоє яготинців єврейської національності. А вже в 1937 році єврейська громада Яготина налічувала лише 365 осіб (7,6% від загального населення). Зменшення кількості єврейського населення було зумовлено фактичною відміною царським урядом правил поселення по межі осілості в зв'язку з подіями Першої світової війни та подальшим скасуванням указу про межу осілості для євреїв Тимчасовим урядом після Лютневої революції 1917 року, внаслідок чого євреям дозволили проживання в містах.

### Голодомор
У 1930-х роках ХХ ст. внаслідок насильницької колективізації селяни Яготина і Лісняків були об'єднані у 9 колективних господарств. Загальна кількість людей, які загинули від Голодомору в Яготині, точно невідома. На даний час вдалося встановити прізвища 60 осіб, що померли у 1932—1933 роках голодною смертю:
- Косогор Лідія Федорівна
- Костюк Олексій Федорович
- Костюк Мусій Федорович
- Мринський Леонід Леонідович
- Шнекова Валентина Іванівна
- Суворова Зінаїда Максимівна
- Федина Пилип Платонович
- Хоменко Микола Андрійович
- Кравченко Микола Ільянович
- Кравченко Галина Петрівна
- Кравченко Іван Миколайович
- Литовченко Олексій
- Литовченко Одарка
- Литовченко Яків Олексійович
- Литовченко Надія Володимирівна
- Литовченко Микола Якович
- Литовченко Ніна Яківна
- Бобир Галина
- Бобир Марія
- Волошин Трохим Олексійович
- Волошин Ольга Олексіївна
- Бойко Галина
- Бойко Павло
- Метла Іван
- Грибко Андрій Якович
- Грибко Іван Якович
- Лепеха Михайло
- Лепеха Дмитро Михайлович
- Лепеха Микола Михайлович
- Лепеха Григорій Михайлович

У 1993 році на міському кладовищі за кошти міської ради встановлено пам'ятний знак жертвам Голодомору 1932—1933 років.
Збереглися деякі свідчення очевидців комуністичного терору. Зокрема жителька міста Яготина Наталки Іванівни Крамної, 1903 р.н.:
|  | Свекор Яків Якимович Крамний під час сталінської насильної колективізації не записався до колгоспу, і на нього почали накладати непосильні податки. Виконував, доки було чим. Наклали знову, ще й попередили: якщо не виконає протягом 24-х годин, то прийдуть самі і «допоможуть» виконувати. От і прийшли «активісти»: Вишневецький Михайло, фінансист сільради, та Домашевський Іван, завфермою. Під мітлу забрали останній хліб на прожиття, не залишили навіть і картоплини в погребі. Забрали корову з маленьким телятком, коня, воза, старенькі сани. Залишилася сама хата. Почали пухнути з голоду. У свекрового брата Федора Якимовича Крамного було п’ять синів, три – Іван, Олексій, Сашко – померли з голо0ду. В той же 33-ій померли й батько з матір’ю. Голод лютував. В 25 дворах, стареньких хатах, що були в тридцятих роках на нашому кутку Калиями, загинуло від голоду понад 25 безневинних дітей, жінок, чоловіків. |

Т. А. Тернової, жительки Яготина:
|  | ...Коли не було чого їсти, ходили по болотах, шукали рогозу, молочаї, оситняк і їли. Варили з картоплі пійло, дерли на млинах картопляне лушпиння і варили «суп». Коли дід пішов на завод, то приносив звідти меляси. Ще варили картоплю з лушпиннями і пекли такі маторженики. Брали кукурудзяну мелясу, розбовтаємо і в піч такий «торт». «Чай» пили з бурякової юшки, узвар варили з буряків. Ця юшка була для нас делікатесом. На те, що ми тоді їли, ви б тепер і подивитись боялись... |

Очевидця Голодомору Івченка Г. С.:
|  | ...Сім’я мого батька не була винятком, забрали все. За нездачу податків 1932 року батька було засуджено на 3 роки ув’язнення. Настав 1933 рік. Запаси харчів на той час зменшились, так багато забрала держава. Почали голодувати. |

### Друга світова війна
За даними Українського інституту національної пам'яті, в період 1924—1937 рр. 43 % населення Яготинщини зазнали репресій (розстріли, ґвалтування, виселення, ув'язнення, конфіскація засобів існування і майна) — другий показник серед районів України. Можливо це є причиною того, що громада міста Яготина 21 вересня 1941 року зустрічала німецькі війська хлібом-сіллю. Через два дні, викопавши сховані дзвони зі знищених церков, чотири яготинські православні громади одночасно влаштували багатогодинний урочистий передзвін з нагоди визволення міста від радянської влади[джерело не вказане 2619 днів].
8 жовтня 1941 року німецькою зондеркомандою 4а (Sonderkommando 4a), що діяла у місті Яготин та входила до айнзацгрупи С (Einsatzgruppen der Sicherheitspolizei und des SD, див., було здійснено масове вбивство мирного населення з числа єврейських родин, що не одне покоління проживали у Яготині.
За даними другого військового трибуналу у Нюрнберзі у справі айнзацгруп від 25 липня 1947 року в особі Телфорда Тейлора головного юриста з військових злочинів США німецькою зондеркомандою у Яготині було вбито 125 осіб єврейської національності.
Жертви поховані в братських могилах в Яготині, в теперішньому ландшафтному парку ім. Кирила Розумовського.
Починаючи з 09 травня 1942 року по 18 серпня 1942 року у Яготині за адресою вулиця Вокзальна, будинок 94, знаходилася друкарня та редакція нацистського пропагандистського часопису «Рідна нива», що виходив у друк українською мовою та примірники якого збереглися в онлайн-архіві української періодики (https://libraria.ua/numbers/94/.)
Часопис прославляв вермахт, заохочував до співпраці з нацистами, максимально перебільшував тимчасові перемоги вермахту та замовчував насилля, масові страти, геноцид та військові злочини СС та вермахту на окупованих територіях СРСР змальовуючи ідилічну картинку співпраці українців із нацистами.
Часопис виходив за редакцією та підпорядкуванням нацистського «Імперського міністерства освіти та пропаганди» (Reichsministerium für Volksaufklärung und Propaganda) під головуванням Йозефа Гебельса.
Яготинська школа (зараз яготинський навчально -виробничий комбінат номер три) всі роки окупації німецькими нацистами, не працювала, навчання дітей було відновлено лише після здобуття міста радянськими військами.
20 вересня 1943 року під час Київської наступальної операції, яка була частиною безпрецедентної за масштабами, кількістю озброєних учасників, задіяної військової наземної та авіаційної техніки, темпами наступу танкових з'єднань та масовою підтримкою радянських визвольних військ з боку місцевого населення «Битви за Київ», в Яготин без боїв увійшли радянські війська і зайняли місто.
21 вересня до теперішнього часу є офіційним святом визволення міста Яготин та відзначається на офіційному рівні, як «День міста», залишаючись в полоні нав'язаної російською пропагандою парадигми.
На Площі Героїв Танкістів за радянських часів було встановлено як пам'ятник, реальну бойову броньовану машину, середній танк Т-34-85, екіпаж якої нібито брав на ній участь у визволенні Яготина у 1943 році. Але танки цієї модифікації поступили на озброєння радянської армії лише 1944 року і на момент визволення Яготина не могли брати участь у Київській наступальній операції та Битві за Київ.
Скоріше за все на постаменті мав бути танк попередньої модифікації, а саме танк Т-34, який став наймасовішим серійним середнім танком часів Другої світової війни. На жаль, кількість оригінальних збережених на даний час одиниць цієї модифікації танків невелика і збереглася лише в спеціалізованих музеях військової техніки. Наприклад в Києві. До того ж, причиною малої кількості даних танків Т-34, стало те, що їх масово відправляли на переплавку ще під час війни задля виготовлення більш потужних за показниками та вогневою міццю Т-34-85, яких збереглося набагато більше.

### Сучасність
2 січня 2016 року Святійший Патріарх Київський і всієї Руси-України Філарет в Яготині звершив чин освячення новозбудованого Троїцького собору
З 1923 по 2020 рік місто було центром Яготинського району.
З 2020 року Яготин входить до Бориспільського району та є центром Яготинської міської громади.
У жовтні 2020 року на території Картинної галереї комунального закладу Київської обласної ради «Яготинський історичний музей» було відкрито пам'ятник Григорію Сковороді.

### Загинули внаслідок російського вторгнення в Україну
25 лютого 2022 року під Яготином загинув Глущенко Григорій Григорович під час обстрілу військової колони де він був у машині прикриття. Нагороджений орденом «За мужність» III ступеня (посмертно).
Також 25 лютого 2022 під час виконання бойового завдання поблизу Яготина загнув Стецьків Віктор Володимирович

## Населення

### Національний склад
Національний склад населення за даними перепису 2001 року:
| Національність  | Відсоток |
| --------------- | -------- |
| українці        | 94,60 %  |
| росіяни         | 4,25 %   |
| білоруси        | 0,44 %   |
| інші/не вказали | 0,71 %   |

### Мовний склад
Рідна мова населення за даними перепису 2001 року:
| Мова            | Чисельність, осіб | Відсоток |
| --------------- | ----------------- | -------- |
| Українська      | 22 493            | 95,49 %  |
| Російська       | 971               | 4,12 %   |
| Білоруська      | 29                | 0,12 %   |
| Циганська       | 25                | 0,11 %   |
| Вірменська      | 7                 | 0,03 %   |
| Румунська       | 4                 | 0,02 %   |
| Угорська        | 3                 | 0,01 %   |
| Інші/Не вказали | 24                | 0,10 %   |
| Разом           | 23 556            | 100 %    |

## Географія
Яготин розташований на лівому березі річки Супій, притоки Дніпра.

### Клімат
| Клімат Яготина            | Клімат Яготина | Клімат Яготина | Клімат Яготина | Клімат Яготина | Клімат Яготина | Клімат Яготина | Клімат Яготина | Клімат Яготина | Клімат Яготина | Клімат Яготина | Клімат Яготина | Клімат Яготина | Клімат Яготина |
| Показник                  | Січ.           | Лют.           | Бер.           | Квіт.          | Трав.          | Черв.          | Лип.           | Серп.          | Вер.           | Жовт.          | Лист.          | Груд.          | Рік            |
| Середній максимум, °C     | −2,5           | −1,4           | 3,7            | 13,6           | 20,8           | 24,0           | 25,4           | 24,7           | 19,4           | 12,4           | 4,7            | 0,1            | 12             |
| Середня температура, °C   | −5,5           | −4,6           | 0,2            | 8,9            | 15,4           | 18,7           | 20,0           | 19,2           | 14,1           | 8,1            | 1,9            | −2,4           | 7              |
| Середній мінімум, °C      | −8,5           | −7,8           | −3,3           | 4,2            | 10,0           | 13,4           | 14,7           | 13,7           | 8,9            | 3,9            | −0,8           | −4,9           | 3              |
| Норма опадів, мм          | 35             | 30             | 31             | 47             | 43             | 72             | 75             | 55             | 45             | 34             | 43             | 45             | 555            |
| ------------------------- | -------------- | -------------- | -------------- | -------------- | -------------- | -------------- | -------------- | -------------- | -------------- | -------------- | -------------- | -------------- | -------------- |
| Джерело: climate-data.org |                |                |                |                |                |                |                |                |                |                |                |                |                |

## Промисловість
Харчова промисловість (цукровий комбінат науково-виробничого об'єднання «Цукор», молочний і хлібний заводи та ін.); заводи: дослідно-механічний, полегшених конструкцій, торфопідприємство. За радянських часів були зведені цегельний, маслоробний, хлібний заводи, завод продовольчих товарів, комбікормовий, птахофабрика, елеватор, міжколгоспна будівельна організація, райсільгосптехніка, райсільгоспхімія, комбінат побутового обслуговування.

## Транспорт
Залізнична вантажна, товарна та пасажирська станція магістралі Київ — Харків, від якої відгалужуються гілки на Згурівський та Яготинський цукрові заводи. Кінцева та проміжна пасажирська станція приміських електропоїздів. Проміжна станція пасажирських поїздів далекого сполучення.
Автостанція розташована поруч з залізничним вокзалом, станом на 2022 рік міжміське сполучення дозволяє дістатися до Києва, Згурівки, Переяслава.
Приміське — маршрути на Плужники, Гензерівку, Любомирівку, Гречану Греблю, Стару Оржицю.
Околицею міста проходить автошлях E40М03.

## Освіта
Яготинський інститут МАУП, Медичне училище, Технічне училище, 3 загальноосвітні школи, спортивна і школа мистецтв; лікарня.

## Культура
- Історично-краєзнавчий музей;
- Картинна галерея;
- Музей освіти;
- Районний Будинок Культури;
- 5 бібліотек[12].

## Міста-побратими
Яготин має 5 міст-побратимів.
- Келераш, Молдова (2012)
- Две-Могили, Болгарія (2016)
- гміна Панки, Польща (2017)
- Переяслав, Україна (2019)

## Відомі люди
- Алексін Микола Миколайович (1877—1950?) — учасник російсько-японської війни, підполковник царської армії. В Армії УНР спочатку курсовий старшина, згодом сотенний командир та заступник командира Херсонської стрілецької дивізії, полковник. Заарештований органами НКВС (1943) та засуджений за контрреволюційну діяльність. Помер в Ніжині.
- Катерина Білокур (1900—1960), з с. Богданівка — українська художниця, майстер декоративного живопису, представниця «наївного мистецтва».
- Бондаренко Михайло Захарович (1913—1947) — двічі Герой Радянського Союзу, командир ескадрильї штурмового авіаційного полку Прибалтійського фронту, здійснив 218 бойових вильотів, брав участь в оборонних боях в Прибалтиці, обороні Москви, Курській битві. Після навчання у Військово-повітряній академії (1943—1946) — командир штурмового авіаполку в Польщі.
- Бурковська Олена Іванівна (*1981) — українська спортсменка-легкоатлетка.
- Вороний Георгій Феодосійович (1868—1908) — народився і похований в Жоравці. Видатний український математик, член Російської академії наук (1907), професор Варшавського університету. Ініціатор (разом з М. Драгомановим) створення в Києві недільних шкіл для робітничої молоді. Вів активний науковий і громадський діалог та листування з О. Пчілкою, І. Нечуй-Левицьким, Г. Галаганом. Працював головним чином в області теорії чисел. Термін «діаграма Вороного» був введений в теоретичну комп'ютерну науку в середині 1970-х років.
- Вьюн Микола Іванович (*1897—1935) — сотник Армії УНР, громадський діяч.
- Гирич Андрій Іванович (1918—1973) — генерал-майор авіації, Герой Радянського Союзу. Під час війни — командир ескадрильї винищувальної авіадивізії 2-го Українського фронту. Здійснив 439 бойових вильотів, збив 15 літаків супротивника особисто і 7 в групі. Начальник кафедри тактичної розвідувальної авіації Військово-повітряної академії ім. Ю. Гагаріна (1959—1973).
- Гордієнко Дмитро Прокопович (1901—1974) — народився і помер в Плужниках. Український письменник, поет, журналіст доби розстріляного відродження. Очолював Полтавську філію організації селянських письменників «Плуг». З 1934 — член Союзу письменників СРСР. Заарештований в Харкові (1934), засланий на Колиму, звільнений (1955) в зв'язку з реабілітацією. Друкувався в пресі, зокрема в яготинській районній газеті «Зоря комунізму».
- Домашенко Олександр Олександрович (1992—2016) — солдат Збройних сил України, учасник російсько-української війни.
- Дубоший Микола Наумович (1920—2007) — учасник німецько-радянської війни, повний кавалер ордена Слави.
- Козубенко Іван — народився в Жоравці. Український письменник, публіцист, член «Гарту». Репресований, загинув в 1937-му.
- Козубенко Ксенофонт Іванович — (1896—1942) народився у с. Жоравка. Краєзнавець, історик, педагог, філолог. Вивчав історію Яготинської сотні Переяславського полку.
- Кононенко Микита — український письменник, публіцист, редактор районної газети. Репресований, загинув в 1937-му.
- Кравченко Андрій Григорович (1899—1963) — генерал-полковник, двічі Герой Радянського Союзу, під час війни командував танковими корпусами, а у серпні 1945 року очолювана ним 6-та танкова армія зіграла вирішальну участь у Хінгано-Мукденській наступальній операції, практично примусивши капітулювати японську Квантунську армію.
- Криволап Анатолій Дмитрович (*1946) — український художник.
- Кулик Іван Іванович — телеграфіст 4-ї Київської дивізії Армії УНР, Герой Другого Зимового походу, розстріляний більшовиками під Базаром, тепер Житомирської області (1921).
- Кулинич Євген Васильович (1970—2022) — молодший сержант Збройних Сил України, учасник російсько-української війни.
- Малинка Микола Панасович (1913—1993) — художник, член Спілки художників України (1962), почесний громадянин міста Яготина.
- Непорожній Петро Степанович (1910—1999) — український енергетик, професор, доктор технічних наук, член-кореспондент АН СРСР і РАН, міністр енергетики СРСР у 1962—1985.
- Онацька Надія Василівна — 1923—1995) — директорка середньої школи № 173 міста Києва (1961—1995). Герой Соціалістичної Праці (1978).
- Товстуха Євген Степанович (нар. 1935) — лікар-фітотерапевт, український письменник, поет, художник, доктор медичних наук.
- Усенко Іван — маляр-портретист, кріпак княгині Рєпніної. Малярства вчився у придворних малярів графів Розумовських у Батурині. Малював акварельні портрети родини Рєпніних та їхніх знайомих. На виставці у Полтаві (1837) виставляв вдалі копії з картин Рембрандта й Тіциана.
- Андрій Шевченко (нар. 1976 в с. Двірківщина) — український футболіст, заслужений майстер спорту (2003), перший українець, що виграв Лігу чемпіонів (2003), володар «Золотого м'яча» (2004), Герой України (2004).
- Шульга Віталій Федорович (1931—2013) —  вчений, геолог, доктор геолого-мінералогічних наук, професор
- У Яготині жила родина М. Рєпніна-Волконського, яку відвідував Т. Шевченко.
- Трухан В'ячеслав Анатолійович (22.05.1981 — 20.05.2015) — старший солдат 72 ОМБр, учасник російсько-української війни

## Галерея
- Пам'ятки
- Яготинська картинна галерея
- Алея Каштанів. На задньому плані пам'ятник Невідомому солдату
- Центр міста
- Алея Каштанів
- Флігель Тараса Шевченка
- Фасад флігеля Тараса Шевченка
- Пам'ятна дошка на флігелі Тараса Шевченка
- Літній будиночок в маєтку Репніних
- Храм Святого великомученика і цілителя Пантелеймона
- Історичний музей
- Районний будинок культури
- Свято-Троїцька церква в стадії будівництва (червень 2021)
- Музей етнографії

- Пам'ятники
- Погруддя Шевченку у міському парку
- Пам'ятник Шевченку на площі біля середньої школи № 3
- Погруддя Кобзарю біля музею "Флігель Т.Г.Шевченка"
- Герб міста Яготин
- Пам'ятник Катерині Білокур в парку
- Пам'ятник Миколі Гоголю
- Статуя козака
- Скульптурна галерея Героїв-земляків